# We Are Golden
We Are Golden är en låt släppt av Mika, och första singel ut från albumet The Boy Who Knew Too Much. Låten producerades och mixades av Greg Wells och innehåller Andraé Crouchs gospelkör.

## Listplaceringar
| Land          | Placering |
| ------------- | --------- |
| Schweiz       | 11        |
| Österrike     | 17        |
| Frankrike     | 19        |
| Nederländerna | 15        |
| Belgien       | 7         |
| Sverige       | 30        |
| Norge         | 19        |
| Italien       | 3         |
| Spanien       | 37        |
| Australien    | 10        |